# Cathédrale d'Ani
La cathédrale d'Ani ou plus précisément la cathédrale Sainte-Mère-de-Dieu (en arménien : Սուրբ Աստուածածին Եկեղեցի, soit Surp Asduadzadzin Egeghets’i ; également appelée Մայր Եկեղեցի, soit Mayr Egeghets’i : Mère Église) est une cathédrale arménienne ruinée située dans les ruines de l'ancienne capitale arménienne d'Ani, en Turquie (ancienne Arménie occidentale), à 500 m environ de la frontière avec l'Arménie.
Cette cathédrale est dédiée à la Sainte Mère de Dieu.

## Caractéristiques
La cathédrale occupe un emplacement au centre du site d'Ani, capitale de l'ancien royaume d'Arménie vers l'an 1000. Le site est situé actuellement dans l'extrême est de la Turquie, sur la province de Kars, au contact de la frontière avec l'Arménie.
L'édifice est une église à dôme à plan cruciforme, à l'intérieur d'un plan rectangulaire. Elle mesure 30 m de long pour 20 m de large. La cathédrale est architecturalement complexe : une petite arcature aveugle à fines colonnes orne le monument sur tout son long ; des arcs plus importants parent les fenêtres, assez petites ; les grandes ouvertures entourent des grands bandeaux d'entrelacs. L'intérieur de l'édifice peut faire penser à l'architecture gothique, car la totalité des arcs et des piliers dessinent des sortes de demi-colonnettes. Des fresques décorent les murs.

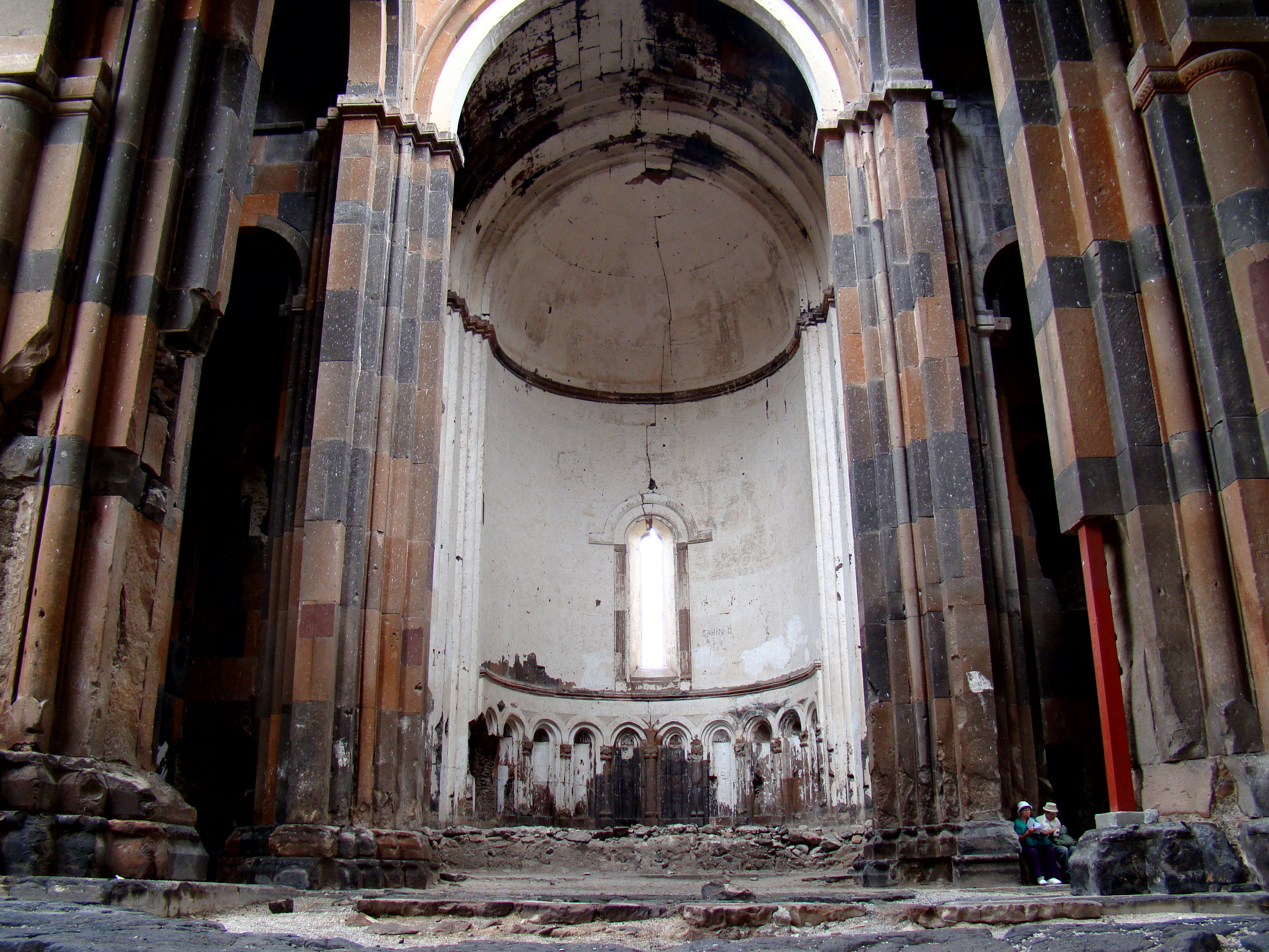
Une photo de l'intérieur de la cathédrale, les deux personnes présentes en bas à droite illustrent la taille de l'édifice.
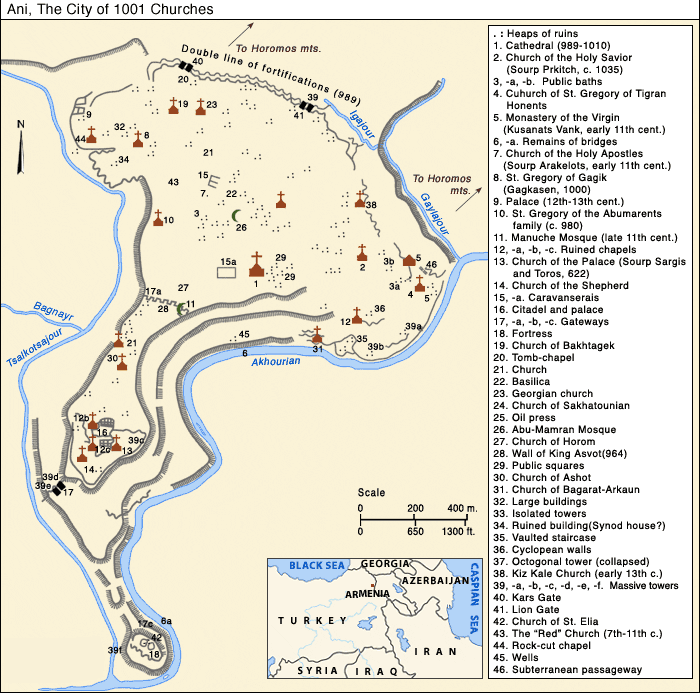
Carte d'Ani. La cathédrale est située en 1.

## Historique
La construction de la cathédrale d'Ani débute sous le règne du roi Smbat II, vers 989, sous la direction de l'architecte Tiridate. Elle est terminée en 1001, sous le patronage de la femme du roi Gagik Ier, la reine Katranide. L'église est dédiée à la Vierge Marie.
Tiridate innove architecturalement en élargissant la nef principale et en diminuant l'espace des petites nefs latérales. Selon certains historiens de l'architecture, dont Josef Strzygowski, la composition des éléments intérieurs aurait influencé le développement de l'architecture gothique européenne entre les XIIe et XIVe siècles.
En 1064, à la suite des victoires seldjoukides en Anatolie orientale, le sultan Alp Arslan fait démonter les croix de la cathédrale après son entrée dans Ani ; en 1071, l'édifice est converti en mosquée, puis redevint assez rapidement une cathédrale chrétienne.
En 1319, un séisme détruit la coupole. Dès 1915 et le génocide, l'intérieur est systématiquement pillé et dégradé. En 1988, lors du séisme de Spitak, l'angle nord-ouest est totalement détruit.
Le 19 septembre 2010, la cathédrale arménienne Sainte-Croix d'Aghtamar (lac de Van) reçoit sa première messe chrétienne en 95 ans. En protestation, un groupe de nationalistes turcs, conduit par le chef du Parti d'action nationaliste Devlet Bahçeli, se rassemble le 1er octobre 2010 dans la cathédrale d'Ani pour y réciter des prières musulmanes.
La cathédrale est répertoriée sur la liste des édifices en danger du Fonds mondial pour les monuments en 1996, 1998, 2000 et 2002. Fin 2024, elle est pourtant toujours laissée à l'abandon par les autorités turques.

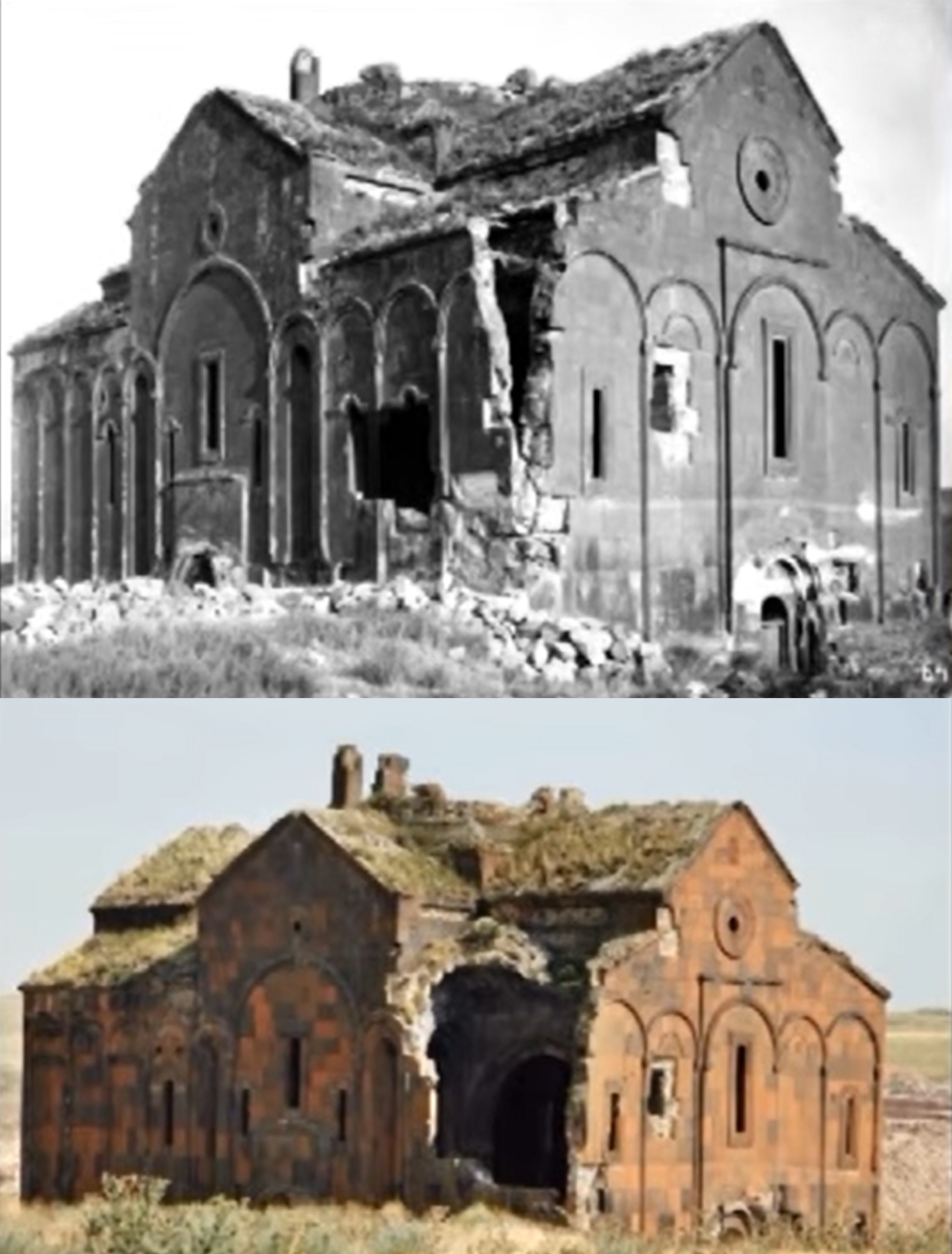
Dégâts causés à la cathédrale par le tremblement de terre de 1988.